# Liège-Bastogne-Liège 2025
Liège-Bastogne-Liège 2025 – 111. edycja wyścigu kolarskiego Liège-Bastogne-Liège, która odbyła się 27 kwietnia 2025 na liczącej 252 kilometry trasie przez te miejscowości. Impreza kategorii 1.UWT była częścią UCI World Tour 2025.

## Uczestnicy

### Drużyny
| WorldTeams (18)- EF Education-EasyPost - Alpecin-Deceuninck - Arkéa-B&B Hotels - XDS Astana Team - Bahrain-Victorious - Cofidis - Decathlon AG2R La Mondiale Team - Groupama-FDJ - Ineos Grenadiers - Intermarché-Wanty - Lidl-Trek - Movistar Team - Red Bull-BORA-hansgrohe - Soudal Quick-Step - Team Picnic-PostNL - Team Jayco AlUla - Team Visma \| Lease a Bike - UAE Team Emirates XRG ProTeams (7)- Wagner Bazin WB - Lotto - Q36.5 Pro Cycling Team - Team TotalEnergies - Tudor Pro Cycling Team - Israel-Premier Tech - Uno-X Mobility |
| |

### Lista startowa
| UAE Team Emirates XRG UAD | UAE Team Emirates XRG UAD   | UAE Team Emirates XRG UAD |
| ------------------------- | --------------------------- | ------------------------- |
| Nr                        | Kolarz                      | Miejsce                   |
| 1                         | Tadej Pogačar (SLO) (szosa) |                           |
| 2                         | Felix Großschartner (AUT)   |                           |
| 3                         | Vegard Stake Laengen (NOR)  |                           |
| 4                         | Brandon McNulty (USA)       |                           |
| 5                         | Domen Novak (SLO) (szosa)   |                           |
| 6                         | Pawieł Siwakow (FRA)        |                           |
| 7                         | Florian Vermeersch (BEL)    |                           |

| Team Picnic-PostNL TPP | Team Picnic-PostNL TPP | Team Picnic-PostNL TPP |
| ---------------------- | ---------------------- | ---------------------- |
| Nr                     | Kolarz                 | Miejsce                |
| 11                     | Romain Bardet (FRA)    |                        |
| 12                     | Warren Barguil (FRA)   |                        |
| 13                     | Romain Combaud (FRA)   |                        |
| 14                     | Chris Hamilton (AUS)   |                        |
| 15                     | Enzo Leijnse (NED)     |                        |
| 16                     | Oscar Onley (GBR)      |                        |
| 17                     | Kevin Vermaerke (USA)  |                        |

| Soudal Quick-Step SOQ | Soudal Quick-Step SOQ       | Soudal Quick-Step SOQ |
| --------------------- | --------------------------- | --------------------- |
| Nr                    | Kolarz                      | Miejsce               |
| 21                    | Remco Evenepoel (BEL)       |                       |
| 22                    | Gil Gelders (BEL)           |                       |
| 23                    | Maximilian Schachmann (GER) |                       |
| 24                    | Pieter Serry (BEL)          |                       |
| 25                    | Mauri Vansevenant (BEL)     |                       |
| 26                    | Ilan Van Wilder (BEL)       |                       |
| 27                    | Louis Vervaeke (BEL)        |                       |

| Q36.5 Pro Cycling Team Q36 | Q36.5 Pro Cycling Team Q36 | Q36.5 Pro Cycling Team Q36 |
| -------------------------- | -------------------------- | -------------------------- |
| Nr                         | Kolarz                     | Miejsce                    |
| 31                         | Thomas Pidcock (GBR)       |                            |
| 32                         | Xabier Azparren (ESP)      |                            |
| 33                         | Marcel Camprubí (ESP)      |                            |
| 34                         | David de la Cruz (ESP)     |                            |
| 35                         | Mark Donovan (GBR)         |                            |
| 36                         | Milan Vader (NED)          |                            |
| 37                         | Nickolas Zukowsky (CAN)    |                            |

| Arkéa-B&B Hotels ARK | Arkéa-B&B Hotels ARK     | Arkéa-B&B Hotels ARK |
| -------------------- | ------------------------ | -------------------- |
| Nr                   | Kolarz                   | Miejsce              |
| 41                   | Kévin Vauquelin (FRA)    |                      |
| 42                   | Anthony Delaplace (FRA)  |                      |
| 43                   | Raúl García Pierna (ESP) |                      |
| 44                   | Simon Guglielmi (FRA)    |                      |
| 45                   | Laurens Huys (BEL)       |                      |
| 46                   | Mathis Le Berre (FRA)    |                      |
| 47                   | Louis Rouland (FRA)      |                      |

| Red Bull-Bora-Hansgrohe RBH | Red Bull-Bora-Hansgrohe RBH  | Red Bull-Bora-Hansgrohe RBH |
| --------------------------- | ---------------------------- | --------------------------- |
| Nr                          | Kolarz                       | Miejsce                     |
| 51                          | Maxim Van Gils (BEL)         |                             |
| 52                          | Roger Adrià (ESP)            |                             |
| 53                          | Jonas Koch (GER)             |                             |
| 54                          | Daniel Felipe Martínez (COL) |                             |
| 55                          | Gianni Moscon (ITA)          |                             |
| 56                          | Giulio Pellizzari (ITA)      |                             |
| 57                          | Frederik Wandahl (DEN)       |                             |

| Tudor Pro Cycling Team TUD | Tudor Pro Cycling Team TUD  | Tudor Pro Cycling Team TUD |
| -------------------------- | --------------------------- | -------------------------- |
| Nr                         | Kolarz                      | Miejsce                    |
| 61                         | Julian Alaphilippe (FRA)    |                            |
| 62                         | Marco Brenner (GER) (szosa) |                            |
| 63                         | Miká Heming (GER)           |                            |
| 64                         | Marc Hirschi (SUI)          |                            |
| 65                         | Yannis Voisard (SUI)        |                            |
| 66                         | Fabian Weiss (SUI)          |                            |
| 67                         | Hannes Wilksch (GER)        |                            |

| Israel-Premier Tech IPT | Israel-Premier Tech IPT | Israel-Premier Tech IPT |
| ----------------------- | ----------------------- | ----------------------- |
| Nr                      | Kolarz                  | Miejsce                 |
| 71                      | Aleksiej Łucenko (KAZ)  |                         |
| 72                      | George Bennett (NZL)    | DNS                     |
| 73                      | Joseph Blackmore (GBR)  |                         |
| 74                      | Simon Clarke (AUS)      |                         |
| 75                      | Jakob Fuglsang (DEN)    |                         |
| 76                      | Nick Schultz (AUS)      |                         |
| 77                      | Stephen Williams (GBR)  |                         |

| Ineos Grenadiers IGD | Ineos Grenadiers IGD   | Ineos Grenadiers IGD |
| -------------------- | ---------------------- | -------------------- |
| Nr                   | Kolarz                 | Miejsce              |
| 81                   | Carlos Rodríguez (ESP) |                      |
| 82                   | Laurens De Plus (BEL)  |                      |
| 83                   | Tobias Foss (NOR)      |                      |
| 84                   | Bob Jungels (LUX)      |                      |
| 85                   | Axel Laurance (FRA)    |                      |
| 86                   | Magnus Sheffield (USA) |                      |
| 87                   | Geraint Thomas (GBR)   |                      |

| Lidl-Trek LTK | Lidl-Trek LTK           | Lidl-Trek LTK |
| ------------- | ----------------------- | ------------- |
| Nr            | Kolarz                  | Miejsce       |
| 91            | Mattias Skjelmose (DEN) |               |
| 92            | Andrea Bagioli (ITA)    |               |
| 93            | Julien Bernard (FRA)    |               |
| 94            | Giulio Ciccone (ITA)    |               |
| 95            | Patrick Konrad (AUT)    |               |
| 96            | Thibau Nys (BEL)        |               |
| 97            | Otto Vergaerde (BEL)    |               |

| Groupama-FDJ GFC | Groupama-FDJ GFC                | Groupama-FDJ GFC |
| ---------------- | ------------------------------- | ---------------- |
| Nr               | Kolarz                          | Miejsce          |
| 101              | Romain Grégoire (FRA)           |                  |
| 102              | Rémi Cavagna (FRA)              |                  |
| 103              | Kevin Geniets (LUX) (szosa)     |                  |
| 104              | Valentin Madouas (FRA)          |                  |
| 105              | Guillaume Martin-Guyonnet (FRA) |                  |
| 106              | Rudy Molard (FRA)               |                  |
| 107              | Quentin Pacher (FRA)            |                  |

| Alpecin-Deceuninck ADC | Alpecin-Deceuninck ADC | Alpecin-Deceuninck ADC |
| ---------------------- | ---------------------- | ---------------------- |
| Nr                     | Kolarz                 | Miejsce                |
| 111                    | Quinten Hermans (BEL)  |                        |
| 112                    | Tobias Bayer (AUT)     |                        |
| 113                    | Ramses Debruyne (BEL)  |                        |
| 114                    | Gal Glivar (SLO)       |                        |
| 115                    | Xandro Meurisse (BEL)  |                        |
| 116                    | Stan Van Tricht (BEL)  |                        |
| 117                    | Emiel Verstrynge (BEL) |                        |

| Decathlon-AG2R La Mondiale DAT | Decathlon-AG2R La Mondiale DAT | Decathlon-AG2R La Mondiale DAT |
| ------------------------------ | ------------------------------ | ------------------------------ |
| Nr                             | Kolarz                         | Miejsce                        |
| 121                            | Aurélien Paret-Peintre (FRA)   |                                |
| 122                            | Clément Berthet (FRA)          |                                |
| 123                            | Noa Isidore (FRA)              |                                |
| 124                            | Jordan Labrosse (FRA)          |                                |
| 125                            | Nans Peters (FRA)              |                                |
| 126                            | Callum Scotson (AUS)           |                                |
| 127                            | Bastien Tronchon (FRA)         |                                |

| XDS Astana Team XAT | XDS Astana Team XAT       | XDS Astana Team XAT |
| ------------------- | ------------------------- | ------------------- |
| Nr                  | Kolarz                    | Miejsce             |
| 131                 | Clément Champoussin (FRA) |                     |
| 132                 | Nicola Conci (ITA)        |                     |
| 133                 | Anton Kuzmin (KAZ)        |                     |
| 134                 | Christian Scaroni (ITA)   |                     |
| 135                 | Ide Schelling (NED)       |                     |
| 136                 | Diego Ulissi (ITA)        |                     |
| 137                 | Simone Velasco (ITA)      |                     |

| Bahrain Victorious TBV | Bahrain Victorious TBV   | Bahrain Victorious TBV |
| ---------------------- | ------------------------ | ---------------------- |
| Nr                     | Kolarz                   | Miejsce                |
| 141                    | Santiago Buitrago (COL)  |                        |
| 142                    | Pello Bilbao (ESP)       |                        |
| 143                    | Roman Ermakov (RUS)      |                        |
| 144                    | Jack Haig (AUS)          |                        |
| 145                    | Mathijs Paasschens (NED) |                        |
| 146                    | Robert Stannard (AUS)    |                        |
| 147                    | Edoardo Zambanini (ITA)  |                        |

| Team Visma \| Lease a Bike TVL | Team Visma \| Lease a Bike TVL | Team Visma \| Lease a Bike TVL |
| ------------------------------ | ------------------------------ | ------------------------------ |
| Nr                             | Kolarz                         | Miejsce                        |
| 151                            | Tiesj Benoot (BEL)             |                                |
| 152                            | Tijmen Graat (NED)             |                                |
| 153                            | Ben Tulett (GBR)               |                                |
| 154                            | Attila Valter (HUN) (szosa)    |                                |
| 155                            | Loe van Belle (NED)            |                                |
| 156                            | Tosh Van der Sande (BEL)       |                                |
| 157                            | Julien Vermote (BEL)           |                                |

| Movistar Team MOV | Movistar Team MOV       | Movistar Team MOV |
| ----------------- | ----------------------- | ----------------- |
| Nr                | Kolarz                  | Miejsce           |
| 161               | Enric Mas (ESP)         |                   |
| 162               | Jorge Arcas (ESP)       |                   |
| 163               | Nelson Oliveira (POR)   |                   |
| 164               | Davide Formolo (ITA)    |                   |
| 165               | Ruben Guerreiro (POR)   |                   |
| 166               | Gregor Mühlberger (AUT) |                   |
| 167               | Mathias Norsgaard (DEN) |                   |

| Cofidis COF | Cofidis COF                 | Cofidis COF |
| ----------- | --------------------------- | ----------- |
| Nr          | Kolarz                      | Miejsce     |
| 171         | Alex Aranburu (ESP) (szosa) |             |
| 172         | Valentin Ferron (FRA)       |             |
| 173         | Ion Izagirre (ESP)          |             |
| 174         | Jan Maas (NED)              |             |
| 175         | Sylvain Moniquet (BEL)      |             |
| 176         | Paul Ourselin (FRA)         |             |
| 177         | Dylan Teuns (BEL)           |             |

| Uno-X Mobility UXM | Uno-X Mobility UXM               | Uno-X Mobility UXM |
| ------------------ | -------------------------------- | ------------------ |
| Nr                 | Kolarz                           | Miejsce            |
| 181                | Magnus Cort Nielsen (DEN)        |                    |
| 182                | Martin Urianstad (NOR)           |                    |
| 183                | Fredrik Dversnes (NOR)           |                    |
| 184                | Ådne Holter (NOR)                |                    |
| 185                | Anders Halland Johannessen (NOR) |                    |
| 186                | Andreas Leknessund (NOR)         |                    |
| 187                | Sakarias Koller Løland (NOR)     |                    |

| EF Education-EasyPost EFE | EF Education-EasyPost EFE | EF Education-EasyPost EFE |
| ------------------------- | ------------------------- | ------------------------- |
| Nr                        | Kolarz                    | Miejsce                   |
| 191                       | Ben Healy (IRL)           |                           |
| 192                       | Kasper Asgreen (DEN)      |                           |
| 193                       | Samuele Battistella (ITA) |                           |
| 194                       | Alex Baudin (FRA)         |                           |
| 195                       | Neilson Powless (USA)     |                           |
| 196                       | Archie Ryan (IRL)         |                           |
| 197                       | Harry Sweeny (AUS)        |                           |

| Team Jayco AlUla JAY | Team Jayco AlUla JAY       | Team Jayco AlUla JAY |
| -------------------- | -------------------------- | -------------------- |
| Nr                   | Kolarz                     | Miejsce              |
| 201                  | Ben O’Connor (AUS)         |                      |
| 202                  | Koen Bouwman (NED)         |                      |
| 203                  | Chris Harper (AUS)         |                      |
| 204                  | Michael Hepburn (AUS)      |                      |
| 205                  | Michael Matthews (AUS)     |                      |
| 206                  | Mauro Schmid (SUI) (szosa) |                      |
| 207                  | Filippo Zana (ITA)         |                      |

| Intermarché-Wanty IWA | Intermarché-Wanty IWA  | Intermarché-Wanty IWA |
| --------------------- | ---------------------- | --------------------- |
| Nr                    | Kolarz                 | Miejsce               |
| 211                   | Louis Barré (FRA)      |                       |
| 212                   | Kamiel Bonneu (BEL)    |                       |
| 213                   | Dries De Pooter (BEL)  |                       |
| 214                   | Alexander Kamp (DEN)   |                       |
| 215                   | Gerben Kuypers (BEL)   |                       |
| 216                   | Tom Paquot (BEL)       |                       |
| 217                   | Georg Zimmermann (GER) |                       |

| Lotto LOT | Lotto LOT                 | Lotto LOT |
| --------- | ------------------------- | --------- |
| Nr        | Kolarz                    | Miejsce   |
| 221       | Lennert Van Eetvelt (BEL) |           |
| 222       | Logan Currie (NZL)        |           |
| 223       | Jarrad Drizners (AUS)     |           |
| 224       | Arjen Livyns (BEL)        |           |
| 225       | Eduardo Sepúlveda (ARG)   |           |
| 226       | Reuben Thompson (NZL)     |           |
| 227       | Jonas Gregaard (DEN)      |           |

| Team TotalEnergies TEN | Team TotalEnergies TEN    | Team TotalEnergies TEN |
| ---------------------- | ------------------------- | ---------------------- |
| Nr                     | Kolarz                    | Miejsce                |
| 231                    | Jordan Jegat (FRA)        |                        |
| 232                    | Rayan Boulahoite (FRA)    |                        |
| 233                    | Mathieu Burgaudeau (FRA)  |                        |
| 234                    | Fabien Doubey (FRA)       |                        |
| 235                    | Fabien Grellier (FRA)     |                        |
| 236                    | Valentin Retailleau (FRA) |                        |
| 237                    | Baptiste Vadic (FRA)      |                        |

| Wagner Bazin WB WB2 | Wagner Bazin WB WB2         | Wagner Bazin WB WB2 |
| ------------------- | --------------------------- | ------------------- |
| Nr                  | Kolarz                      | Miejsce             |
| 241                 | Floris De Tier (BEL)        |                     |
| 242                 | Luca De Meester (BEL)       |                     |
| 243                 | Ceriel Desal (BEL)          |                     |
| 244                 | Johan Meens (BEL)           |                     |
| 245                 | Henri-François Haquin (FRA) |                     |
| 246                 | Leander Van Hautegem (BEL)  |                     |
| 247                 | Loïc Vliegen (BEL)          |                     |

| UAE Team Emirates XRG UAD | UAE Team Emirates XRG UAD   | UAE Team Emirates XRG UAD |
| ------------------------- | --------------------------- | ------------------------- |
| Nr                        | Kolarz                      | Miejsce                   |
| 1                         | Tadej Pogačar (SLO) (szosa) |                           |
| 2                         | Felix Großschartner (AUT)   |                           |
| 3                         | Vegard Stake Laengen (NOR)  |                           |
| 4                         | Brandon McNulty (USA)       |                           |
| 5                         | Domen Novak (SLO) (szosa)   |                           |
| 6                         | Pawieł Siwakow (FRA)        |                           |
| 7                         | Florian Vermeersch (BEL)    |                           |

| Team Picnic-PostNL TPP | Team Picnic-PostNL TPP | Team Picnic-PostNL TPP |
| ---------------------- | ---------------------- | ---------------------- |
| Nr                     | Kolarz                 | Miejsce                |
| 11                     | Romain Bardet (FRA)    |                        |
| 12                     | Warren Barguil (FRA)   |                        |
| 13                     | Romain Combaud (FRA)   |                        |
| 14                     | Chris Hamilton (AUS)   |                        |
| 15                     | Enzo Leijnse (NED)     |                        |
| 16                     | Oscar Onley (GBR)      |                        |
| 17                     | Kevin Vermaerke (USA)  |                        |

| Soudal Quick-Step SOQ | Soudal Quick-Step SOQ       | Soudal Quick-Step SOQ |
| --------------------- | --------------------------- | --------------------- |
| Nr                    | Kolarz                      | Miejsce               |
| 21                    | Remco Evenepoel (BEL)       |                       |
| 22                    | Gil Gelders (BEL)           |                       |
| 23                    | Maximilian Schachmann (GER) |                       |
| 24                    | Pieter Serry (BEL)          |                       |
| 25                    | Mauri Vansevenant (BEL)     |                       |
| 26                    | Ilan Van Wilder (BEL)       |                       |
| 27                    | Louis Vervaeke (BEL)        |                       |

| Q36.5 Pro Cycling Team Q36 | Q36.5 Pro Cycling Team Q36 | Q36.5 Pro Cycling Team Q36 |
| -------------------------- | -------------------------- | -------------------------- |
| Nr                         | Kolarz                     | Miejsce                    |
| 31                         | Thomas Pidcock (GBR)       |                            |
| 32                         | Xabier Azparren (ESP)      |                            |
| 33                         | Marcel Camprubí (ESP)      |                            |
| 34                         | David de la Cruz (ESP)     |                            |
| 35                         | Mark Donovan (GBR)         |                            |
| 36                         | Milan Vader (NED)          |                            |
| 37                         | Nickolas Zukowsky (CAN)    |                            |

| Arkéa-B&B Hotels ARK | Arkéa-B&B Hotels ARK     | Arkéa-B&B Hotels ARK |
| -------------------- | ------------------------ | -------------------- |
| Nr                   | Kolarz                   | Miejsce              |
| 41                   | Kévin Vauquelin (FRA)    |                      |
| 42                   | Anthony Delaplace (FRA)  |                      |
| 43                   | Raúl García Pierna (ESP) |                      |
| 44                   | Simon Guglielmi (FRA)    |                      |
| 45                   | Laurens Huys (BEL)       |                      |
| 46                   | Mathis Le Berre (FRA)    |                      |
| 47                   | Louis Rouland (FRA)      |                      |

| Red Bull-Bora-Hansgrohe RBH | Red Bull-Bora-Hansgrohe RBH  | Red Bull-Bora-Hansgrohe RBH |
| --------------------------- | ---------------------------- | --------------------------- |
| Nr                          | Kolarz                       | Miejsce                     |
| 51                          | Maxim Van Gils (BEL)         |                             |
| 52                          | Roger Adrià (ESP)            |                             |
| 53                          | Jonas Koch (GER)             |                             |
| 54                          | Daniel Felipe Martínez (COL) |                             |
| 55                          | Gianni Moscon (ITA)          |                             |
| 56                          | Giulio Pellizzari (ITA)      |                             |
| 57                          | Frederik Wandahl (DEN)       |                             |

| Tudor Pro Cycling Team TUD | Tudor Pro Cycling Team TUD  | Tudor Pro Cycling Team TUD |
| -------------------------- | --------------------------- | -------------------------- |
| Nr                         | Kolarz                      | Miejsce                    |
| 61                         | Julian Alaphilippe (FRA)    |                            |
| 62                         | Marco Brenner (GER) (szosa) |                            |
| 63                         | Miká Heming (GER)           |                            |
| 64                         | Marc Hirschi (SUI)          |                            |
| 65                         | Yannis Voisard (SUI)        |                            |
| 66                         | Fabian Weiss (SUI)          |                            |
| 67                         | Hannes Wilksch (GER)        |                            |

| Israel-Premier Tech IPT | Israel-Premier Tech IPT | Israel-Premier Tech IPT |
| ----------------------- | ----------------------- | ----------------------- |
| Nr                      | Kolarz                  | Miejsce                 |
| 71                      | Aleksiej Łucenko (KAZ)  |                         |
| 72                      | George Bennett (NZL)    | DNS                     |
| 73                      | Joseph Blackmore (GBR)  |                         |
| 74                      | Simon Clarke (AUS)      |                         |
| 75                      | Jakob Fuglsang (DEN)    |                         |
| 76                      | Nick Schultz (AUS)      |                         |
| 77                      | Stephen Williams (GBR)  |                         |

| Ineos Grenadiers IGD | Ineos Grenadiers IGD   | Ineos Grenadiers IGD |
| -------------------- | ---------------------- | -------------------- |
| Nr                   | Kolarz                 | Miejsce              |
| 81                   | Carlos Rodríguez (ESP) |                      |
| 82                   | Laurens De Plus (BEL)  |                      |
| 83                   | Tobias Foss (NOR)      |                      |
| 84                   | Bob Jungels (LUX)      |                      |
| 85                   | Axel Laurance (FRA)    |                      |
| 86                   | Magnus Sheffield (USA) |                      |
| 87                   | Geraint Thomas (GBR)   |                      |

| Lidl-Trek LTK | Lidl-Trek LTK           | Lidl-Trek LTK |
| ------------- | ----------------------- | ------------- |
| Nr            | Kolarz                  | Miejsce       |
| 91            | Mattias Skjelmose (DEN) |               |
| 92            | Andrea Bagioli (ITA)    |               |
| 93            | Julien Bernard (FRA)    |               |
| 94            | Giulio Ciccone (ITA)    |               |
| 95            | Patrick Konrad (AUT)    |               |
| 96            | Thibau Nys (BEL)        |               |
| 97            | Otto Vergaerde (BEL)    |               |

| Groupama-FDJ GFC | Groupama-FDJ GFC                | Groupama-FDJ GFC |
| ---------------- | ------------------------------- | ---------------- |
| Nr               | Kolarz                          | Miejsce          |
| 101              | Romain Grégoire (FRA)           |                  |
| 102              | Rémi Cavagna (FRA)              |                  |
| 103              | Kevin Geniets (LUX) (szosa)     |                  |
| 104              | Valentin Madouas (FRA)          |                  |
| 105              | Guillaume Martin-Guyonnet (FRA) |                  |
| 106              | Rudy Molard (FRA)               |                  |
| 107              | Quentin Pacher (FRA)            |                  |

| Alpecin-Deceuninck ADC | Alpecin-Deceuninck ADC | Alpecin-Deceuninck ADC |
| ---------------------- | ---------------------- | ---------------------- |
| Nr                     | Kolarz                 | Miejsce                |
| 111                    | Quinten Hermans (BEL)  |                        |
| 112                    | Tobias Bayer (AUT)     |                        |
| 113                    | Ramses Debruyne (BEL)  |                        |
| 114                    | Gal Glivar (SLO)       |                        |
| 115                    | Xandro Meurisse (BEL)  |                        |
| 116                    | Stan Van Tricht (BEL)  |                        |
| 117                    | Emiel Verstrynge (BEL) |                        |

| Decathlon-AG2R La Mondiale DAT | Decathlon-AG2R La Mondiale DAT | Decathlon-AG2R La Mondiale DAT |
| ------------------------------ | ------------------------------ | ------------------------------ |
| Nr                             | Kolarz                         | Miejsce                        |
| 121                            | Aurélien Paret-Peintre (FRA)   |                                |
| 122                            | Clément Berthet (FRA)          |                                |
| 123                            | Noa Isidore (FRA)              |                                |
| 124                            | Jordan Labrosse (FRA)          |                                |
| 125                            | Nans Peters (FRA)              |                                |
| 126                            | Callum Scotson (AUS)           |                                |
| 127                            | Bastien Tronchon (FRA)         |                                |

| XDS Astana Team XAT | XDS Astana Team XAT       | XDS Astana Team XAT |
| ------------------- | ------------------------- | ------------------- |
| Nr                  | Kolarz                    | Miejsce             |
| 131                 | Clément Champoussin (FRA) |                     |
| 132                 | Nicola Conci (ITA)        |                     |
| 133                 | Anton Kuzmin (KAZ)        |                     |
| 134                 | Christian Scaroni (ITA)   |                     |
| 135                 | Ide Schelling (NED)       |                     |
| 136                 | Diego Ulissi (ITA)        |                     |
| 137                 | Simone Velasco (ITA)      |                     |

| Bahrain Victorious TBV | Bahrain Victorious TBV   | Bahrain Victorious TBV |
| ---------------------- | ------------------------ | ---------------------- |
| Nr                     | Kolarz                   | Miejsce                |
| 141                    | Santiago Buitrago (COL)  |                        |
| 142                    | Pello Bilbao (ESP)       |                        |
| 143                    | Roman Ermakov (RUS)      |                        |
| 144                    | Jack Haig (AUS)          |                        |
| 145                    | Mathijs Paasschens (NED) |                        |
| 146                    | Robert Stannard (AUS)    |                        |
| 147                    | Edoardo Zambanini (ITA)  |                        |

| Team Visma \| Lease a Bike TVL | Team Visma \| Lease a Bike TVL | Team Visma \| Lease a Bike TVL |
| ------------------------------ | ------------------------------ | ------------------------------ |
| Nr                             | Kolarz                         | Miejsce                        |
| 151                            | Tiesj Benoot (BEL)             |                                |
| 152                            | Tijmen Graat (NED)             |                                |
| 153                            | Ben Tulett (GBR)               |                                |
| 154                            | Attila Valter (HUN) (szosa)    |                                |
| 155                            | Loe van Belle (NED)            |                                |
| 156                            | Tosh Van der Sande (BEL)       |                                |
| 157                            | Julien Vermote (BEL)           |                                |

| Movistar Team MOV | Movistar Team MOV       | Movistar Team MOV |
| ----------------- | ----------------------- | ----------------- |
| Nr                | Kolarz                  | Miejsce           |
| 161               | Enric Mas (ESP)         |                   |
| 162               | Jorge Arcas (ESP)       |                   |
| 163               | Nelson Oliveira (POR)   |                   |
| 164               | Davide Formolo (ITA)    |                   |
| 165               | Ruben Guerreiro (POR)   |                   |
| 166               | Gregor Mühlberger (AUT) |                   |
| 167               | Mathias Norsgaard (DEN) |                   |

| Cofidis COF | Cofidis COF                 | Cofidis COF |
| ----------- | --------------------------- | ----------- |
| Nr          | Kolarz                      | Miejsce     |
| 171         | Alex Aranburu (ESP) (szosa) |             |
| 172         | Valentin Ferron (FRA)       |             |
| 173         | Ion Izagirre (ESP)          |             |
| 174         | Jan Maas (NED)              |             |
| 175         | Sylvain Moniquet (BEL)      |             |
| 176         | Paul Ourselin (FRA)         |             |
| 177         | Dylan Teuns (BEL)           |             |

| Uno-X Mobility UXM | Uno-X Mobility UXM               | Uno-X Mobility UXM |
| ------------------ | -------------------------------- | ------------------ |
| Nr                 | Kolarz                           | Miejsce            |
| 181                | Magnus Cort Nielsen (DEN)        |                    |
| 182                | Martin Urianstad (NOR)           |                    |
| 183                | Fredrik Dversnes (NOR)           |                    |
| 184                | Ådne Holter (NOR)                |                    |
| 185                | Anders Halland Johannessen (NOR) |                    |
| 186                | Andreas Leknessund (NOR)         |                    |
| 187                | Sakarias Koller Løland (NOR)     |                    |

| EF Education-EasyPost EFE | EF Education-EasyPost EFE | EF Education-EasyPost EFE |
| ------------------------- | ------------------------- | ------------------------- |
| Nr                        | Kolarz                    | Miejsce                   |
| 191                       | Ben Healy (IRL)           |                           |
| 192                       | Kasper Asgreen (DEN)      |                           |
| 193                       | Samuele Battistella (ITA) |                           |
| 194                       | Alex Baudin (FRA)         |                           |
| 195                       | Neilson Powless (USA)     |                           |
| 196                       | Archie Ryan (IRL)         |                           |
| 197                       | Harry Sweeny (AUS)        |                           |

| Team Jayco AlUla JAY | Team Jayco AlUla JAY       | Team Jayco AlUla JAY |
| -------------------- | -------------------------- | -------------------- |
| Nr                   | Kolarz                     | Miejsce              |
| 201                  | Ben O’Connor (AUS)         |                      |
| 202                  | Koen Bouwman (NED)         |                      |
| 203                  | Chris Harper (AUS)         |                      |
| 204                  | Michael Hepburn (AUS)      |                      |
| 205                  | Michael Matthews (AUS)     |                      |
| 206                  | Mauro Schmid (SUI) (szosa) |                      |
| 207                  | Filippo Zana (ITA)         |                      |

| Intermarché-Wanty IWA | Intermarché-Wanty IWA  | Intermarché-Wanty IWA |
| --------------------- | ---------------------- | --------------------- |
| Nr                    | Kolarz                 | Miejsce               |
| 211                   | Louis Barré (FRA)      |                       |
| 212                   | Kamiel Bonneu (BEL)    |                       |
| 213                   | Dries De Pooter (BEL)  |                       |
| 214                   | Alexander Kamp (DEN)   |                       |
| 215                   | Gerben Kuypers (BEL)   |                       |
| 216                   | Tom Paquot (BEL)       |                       |
| 217                   | Georg Zimmermann (GER) |                       |

| Lotto LOT | Lotto LOT                 | Lotto LOT |
| --------- | ------------------------- | --------- |
| Nr        | Kolarz                    | Miejsce   |
| 221       | Lennert Van Eetvelt (BEL) |           |
| 222       | Logan Currie (NZL)        |           |
| 223       | Jarrad Drizners (AUS)     |           |
| 224       | Arjen Livyns (BEL)        |           |
| 225       | Eduardo Sepúlveda (ARG)   |           |
| 226       | Reuben Thompson (NZL)     |           |
| 227       | Jonas Gregaard (DEN)      |           |

| Team TotalEnergies TEN | Team TotalEnergies TEN    | Team TotalEnergies TEN |
| ---------------------- | ------------------------- | ---------------------- |
| Nr                     | Kolarz                    | Miejsce                |
| 231                    | Jordan Jegat (FRA)        |                        |
| 232                    | Rayan Boulahoite (FRA)    |                        |
| 233                    | Mathieu Burgaudeau (FRA)  |                        |
| 234                    | Fabien Doubey (FRA)       |                        |
| 235                    | Fabien Grellier (FRA)     |                        |
| 236                    | Valentin Retailleau (FRA) |                        |
| 237                    | Baptiste Vadic (FRA)      |                        |

| Wagner Bazin WB WB2 | Wagner Bazin WB WB2         | Wagner Bazin WB WB2 |
| ------------------- | --------------------------- | ------------------- |
| Nr                  | Kolarz                      | Miejsce             |
| 241                 | Floris De Tier (BEL)        |                     |
| 242                 | Luca De Meester (BEL)       |                     |
| 243                 | Ceriel Desal (BEL)          |                     |
| 244                 | Johan Meens (BEL)           |                     |
| 245                 | Henri-François Haquin (FRA) |                     |
| 246                 | Leander Van Hautegem (BEL)  |                     |
| 247                 | Loïc Vliegen (BEL)          |                     |

Legenda: DNF – nie ukończył, OTL – przekroczył limit czasu, DNS – nie wystartował, DSQ – zdyskwalifikowany.

## Klasyfikacja generalna
| \| Klasyfikacja generalna \| Klasyfikacja generalna \| Klasyfikacja generalna \| Klasyfikacja generalna \| Klasyfikacja generalna \| \| Kolarz \| Kolarz \| Państwo \| Drużyna \| Czas \| \| ---------------------- \| ---------------------- \| ---------------------- \| ---------------------- \| ---------------------- \| |        |         |         |      |
| |        |         |         |      |
| |        |         |         |      |
| Klasyfikacja generalna |        |         |         |      |
| Kolarz | Kolarz | Państwo | Drużyna | Czas |